# Ruffiac, Lot-et-Garonne
Ruffiac är en kommun i departementet Lot-et-Garonne i regionen Nouvelle-Aquitaine i sydvästra Frankrike. Kommunen ligger i kantonen Bouglon som tillhör arrondissementet Marmande. År 2022 hade Ruffiac 180 invånare.

## Befolkningsutveckling
Antalet invånare i kommunen Ruffiac
| Referens: INSEE |